# Anthony Grafton

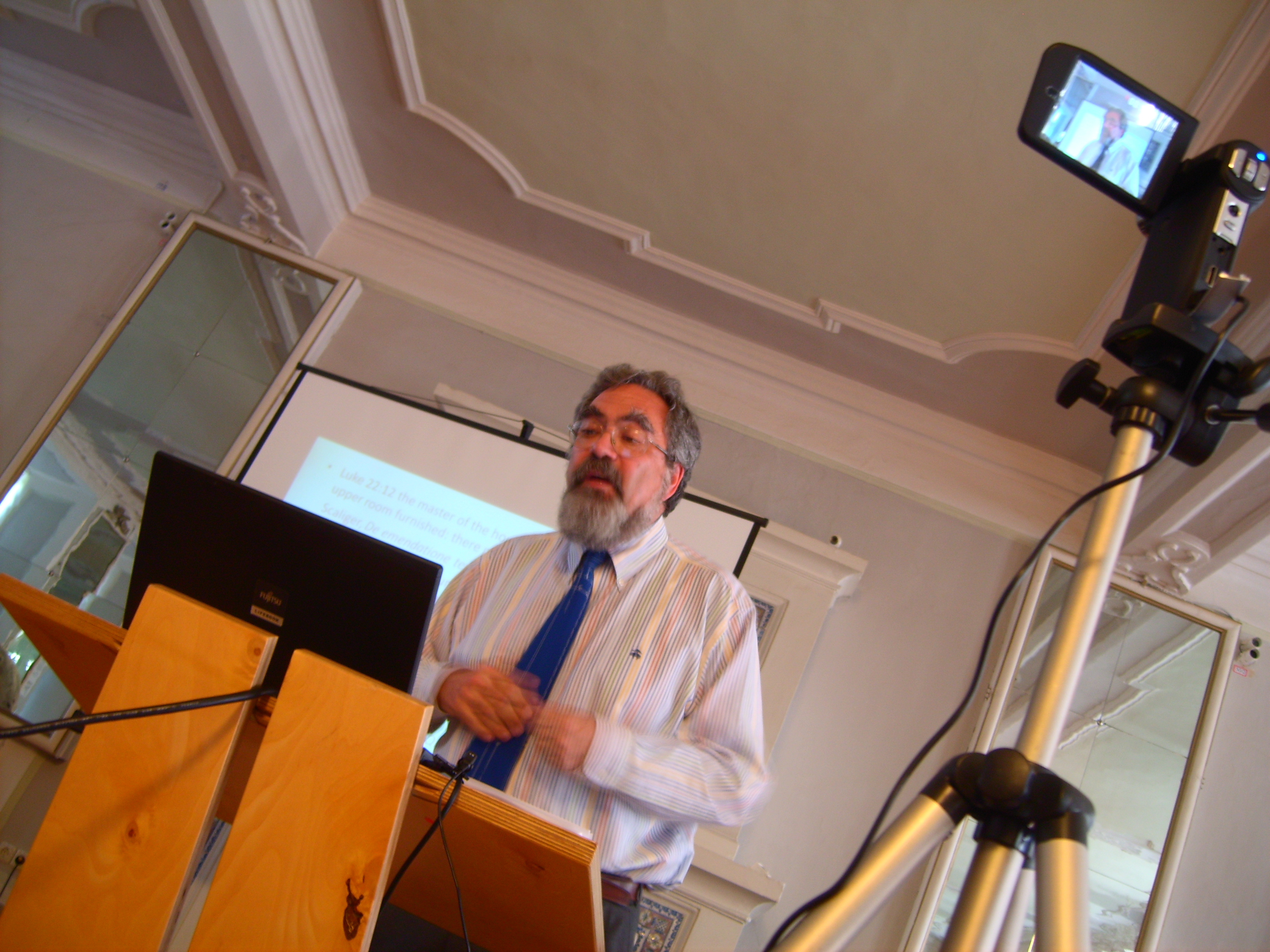
Anthony Grafton, während eines Vortrags im Forschungszentrum Gotha, 2010

Anthony Grafton (auch: Anthony Thomas Grafton) (* 21. Mai 1950 in New Haven) ist ein amerikanischer Historiker und derzeit Inhaber der Henry-Putnam-University-Professur an der Princeton University sowie korrespondierendes Mitglied der British Academy und Empfänger des Balzan-Preises. Von 2006 bis 2021 war Grafton in der Redaktion der ideengeschichtlichen Zeitschrift Journal of the History of Ideas.

## Leben
Grafton wurde an der Phillips Academy und der University of Chicago ausgebildet, wo er den A.B. und seinen Ph.D. in schneller Folge erwarb. Für kurze Zeit studierte er auch an der University of London bei dem berühmten Althistoriker Arnaldo Momigliano und verfügt seitdem über Beziehungen zum Warburg Institute. Nach einer kurzen Anstellung am Department of History der Cornell University wurde er 1975 an die Princeton University gerufen, an der er seither tätig ist. Seit Januar 2007 war er Mitherausgeber des Journal of the History of Ideas, zusammen mit Warren Breckman, Martin Burke, Ann Moyer und Stefanos Geroulanos. Im Jahr 2011 folgte er Barbara Metcalf im Amt des Präsidenten der American Historical Association.

## Werk
Bekanntheit hat Grafton durch seine Studien zur klassischen Tradition von der Renaissance bis zum 18. Jahrhundert und zur Geschichte der Geschichtsschreibung erlangt. Zu seinen zahlreichen Büchern zählt eine profunde Studie der Gelehrsamkeit und zur Chronologie des herausragendsten Philologen der Spätrenaissance, Joseph Justus Scaliger, eine revisionistische Darstellung (zusammen mit Lisa Jardine) der Bedeutung des Bildungsprogramms der Renaissance (From Humanism to the Humanities, 1986) und in jüngster Zeit Studien zu dem Astrologen Girolamo Cardano (1999) und zu Leon Battista Alberti (2000). Die beste Einführung in seine Beschäftigung mit den Beziehungen zwischen Gelehrsamkeit und Naturwissenschaft in der Frühen Neuzeit ist wohl sein Buch Defenders of the Text (1991). Sein originellstes und zugleich zugänglichstes Werk ist The Footnote: A Curious History (1997; in der deutschen Übersetzung: Die tragischen Ursprünge der deutschen Fußnote).
Darüber hinaus schreibt Grafton Beiträge zu den verschiedenartigsten Themen für The New Yorker, The New Republic, The American Scholar und The New York Review of Books. Er besitzt ein Bücherrad, welches er in seinem Büro aufgestellt hat.

## Ehrungen
- Los Angeles Times Book Prize, History, 1993
- Mitglied der American Philosophical Society, 1993[1]
- Balzan-Preis für Geschichte der Geisteswissenschaften, 2002[2]
- Aufnahme in die American Academy of Arts and Sciences, 2002
- Doctor honoris causa, Universität Leiden, 2006[3]
- Pour le Mérite, 2010

## Schriften (Auswahl)
Monographien
- Joseph Scaliger. A Study in the History of Classical Scholarship. (= Oxford-Warburg Studies.). 2 Bände. Clarendon Press, Oxford 1983–1993;
  - Band 1: Textual Criticism and Exegesis. 1983, ISBN 0-19-814850-X;
  - Band 2: Textual Criticism and Exegesis. 1993, ISBN 0-19-920601-5.
- mit Lisa Jardine: From Humanism to the Humanities. Education and the Liberal Arts in Fifteenth- and Sixteenth-Century Europe. Duckworth, London 1986, ISBN 0-7156-2100-9.
- Forgers and Critics. Creativity and Duplicity in Western Scholarship. Princeton University Press, Princeton NJ u. a. 1990, ISBN 0-691-05544-0.
  - deutsch: Fälscher und Kritiker. Der Betrug in der Wissenschaft (= Kleine kulturwissenschaftliche Bibliothek. 32). Aus dem Englischen von Ebba D. Drolshagen. Wagenbach, Berlin 1991, ISBN 3-8031-5132-5 (Neuauflage: (= Wagenbachs Taschenbuch. 681). Wagenbach, Berlin 2012, ISBN 978-3-8031-2681-8).
- Defenders of the Text. The Traditions of Scholarship in the Age of Science. 1450–1800. Harvard University Press, Cambridge MA u. a. 1991, ISBN 0-674-19544-2.
- Commerce with the Classics. Ancient Books and Renaissance Readers (= Jerome Lectures. 20). University of Michigan Press, Ann Arbor MI 1997, ISBN 0-472-10626-0.
- The Footnote. A Curious History. Harvard University Press, Cambridge MA 1997, ISBN 0-674-90215-7.
  - deutsch: Die tragischen Ursprünge der deutschen Fußnote. Aus dem Amerikanischen übersetzt von H. Jochen Bußmann. Berlin-Verlag, Berlin 1995, ISBN 3-8270-0159-5.[4]
- Cardano’s Cosmos. The Worlds and Works of a Renaissance Astrologer. Harvard University Press, Cambridge MA u. a. 1999, ISBN 0-674-09555-3.
  - deutsch: Cardanos Kosmos. Die Welten und Werke eines Renaissance-Astrologen. Aus dem Amerikanischen von Peter Knecht. Berlin-Verlag, Berlin 1999, ISBN 3-8270-0168-4.
- Leon Battista Alberti. Master Builder of the Italian Renaissance. Hill and Wang, New York NY 2000, ISBN 0-8090-9752-4.
  - deutsch: Leon Battista Alberti. Baumeister der Renaissance. Aus dem Amerikanischen von Jochen Bußmann. Berlin Verlag, Berlin 2002. ISBN 3-8270-0169-2.
- Bring Out Your Dead. The Past as Revelation. Harvard University Press, Cambridge MA u. a. 2001, ISBN 0-674-00468-X.
- mit Megan Williams: Christianity and the Transformation of the Book. Origen, Eusebius, and the Library of Caesarea. The Belknap Press of Harvard University Press, Cambridge MA u. a. 2006, ISBN 0-674-02314-5.
- What Was History? The Art of History in Early Modern Europe. Cambridge University Press, Cambridge MA u. a. 2007, ISBN 978-0-521-87435-9.
- Codex in Crisis. The Crumpled Press, New York NY 2008, ISBN 978-0-9796969-2-3 (Video: Anthony Grafton: Codex in Crisis. Authors@Google, 12. Februar 2009).
- Worlds Made by Words. Scholarship and Community in the Modern West. Harvard University Press, Cambridge MA u. a. 2009, ISBN 978-0-674-03257-6.[5]
- mit Daniel Rosenberg: Cartographies of Time. A History of the Timeline. Princeton Architectural Press, New York NY 2010, ISBN 978-1-56898-763-7.
  - deutsch: Die Zeit in Karten. Eine Bilderreise durch die Geschichte. Aus dem Englischen von Cornelius Hartz. Philipp von Zabern, Darmstadt 2015, ISBN 978-3-8053-4936-9.
- mit Joanna Weinberg: „I Have Always Loved the Holy Tongue“. Isaac Casaubon, The Jews, and a Forgotten Chapter in Renaissance Scholarship. The Belknap Press of Harvard University Press, Cambridge MA u. a. 2011, ISBN 978-0-674-04840-9.
- Inky Fingers. The Making of Books in Early Modern Europe. The Belknap Press of Harvard University Press, Cambridge MA u. a. 2020, ISBN 978-0-674-23717-9 cloth.
- mit Maren Elisabeth Schwab: The Art of Discovery. Digging into the Past in Renaissance Europe. Princeton University Press, Princeton 2022, ISBN 978-0-691-23714-5[6]

Herausgeberschaften
- mit Glenn W. Most, Wilfried Nippel: Arnaldo Momigliano: Ausgewählte Schriften zur Geschichte und Geschichtsschreibung. 3 Bände. Metzler, Stuttgart u. a. 1998–2000, ISBN 3-476-01514-9.
- mit Moshe Idel: Der Magus. Seine Ursprünge und seine Geschichte in verschiedenen Kulturen. Akademie Verlag, Berlin 2001, ISBN 3-05-003560-9.
- mit Glenn W. Most: Canonical Texts and Scholarly Practices. A Global Comparative Approach. Cambridge University Press, Cambridge 2016, ISBN 978-1-107-10598-0.

Essays
- Anthony Grafton in The New York Review of Books